# Adisura marginalis
Adisura marginalis är en fjärilsart som beskrevs av Walker 1857. Adisura marginalis ingår i släktet Adisura och familjen nattflyn. Inga underarter finns listade i Catalogue of Life.